# UCI Asia Tour de 2020
O UCI Asia Tour 2020 foi a décima-sexta edição do calendário ciclístico internacional asiático. Iniciou-se a 2 de novembro de 2019 na Indonésia com o Tour de Singkarak e finalizou a 11 de outubro de 2020 com o Tour da Tailândia na Tailândia. Em princípio, disputar-se-iam 25 concorrências, outorgando pontos aos primeiros classificados das etapas e à classificação final, ainda que o calendário sofreu modificações ao longo da temporada com a inclusão de novas corridas ou exclusão de outras e finalmente celebraram-se 10 provas.

## Equipas
As equipas que podiam participar nas diferentes corridas dependia da categoria das mesmas. As equipas UCI WorldTeam e UCI ProTeam, tinham cota limitada para competir de acordo ao ano correspondente estabelecido pela UCI, as equipas UCI Continentais e seleções nacionais não tinham restrições de participação:
| Categoria                       | Categoria                       | Equipas                                                                            |
| ------------------------------- | ------------------------------- | ---------------------------------------------------------------------------------- |
| align="center"\|.1              | 1.1 (Corrida de um dia)         | * UCI WorldTeam (max 50%) * UCI ProTeam * Continentais * Selecções nacionais       |
| align="center"\|.1              | 2.1 (Corrida de vários dias)    | * UCI WorldTeam (max 50%) * UCI ProTeam * Continentais * Selecções nacionais       |
| align="center"\|.2              | 1.2 (Corrida de um dia)         | * UCI ProTeam * Continentais * Selecções nacionais * Selecções regionais * Amadors |
| align="center"\|.2              | 2.2 (Corrida de vários dias)    | * UCI ProTeam * Continentais * Selecções nacionais * Selecções regionais * Amadors |
| align="center"\| .Ncup (sub-23) | 1.ncup (Corrida de um dia)      | * Selecções nacionais * Selecções mistas                                           |
| align="center"\| .Ncup (sub-23) | 2.ncup (Corrida de vários dias) | * Selecções nacionais * Selecções mistas                                           |

## Calendário
As seguintes foram as corridas que compuseram o calendário UCI Asia Tour para a temporada de 2020 aprovado pela UCI.
| UCI Asia Tour 2020 | UCI Asia Tour 2020 | UCI Asia Tour 2020                   | UCI Asia Tour 2020 | UCI Asia Tour 2020 |
| Data               | País               | Corrida                              | Vencedor           |                    |
| ------------------ | ------------------ | ------------------------------------ | ------------------ | ------------------ |
| 2 – 10 nov.        | Indonésia          | Tour de Singkarak                    | Jesse Ewart        |                    |
| 8 – 10 nov.        | China              | Tour of Quanzhou Bay                 | Ryan Cavanagh      |                    |
| 10 nov.            | Japão              | Tour de Okinawa                      | Nariyuki Masuda    |                    |
| 17 – 23 nov.       | China              | Tour de Fuzhou                       | Artur Fedosseyev   |                    |
| 18 – 22 dez.       | Malásia            | Tour de Selangor                     | Marcus Culey       |                    |
| 4 – 6 jan.         | Camboja            | Cambodia Bay Cycling Tour            | Ariya Phounsavath  |                    |
| 4 – 8 fev.         | Arábia Saudita     | Volta à Arábia Saudita               | Phil Bauhaus       |                    |
| 15 fev.            | Malásia            | Malaysian International Classic Race | Johan Le Bon       |                    |
| 1 – 5 mar.         | Taiwan             | Tour de Taiwan                       | Nicholas White     |                    |
| 6 – 11 out.        | Tailândia          | Tour da Tailândia                    | Nikodemus Holler   |                    |

## Classificações finais
- Nota: As classificações finais foram:[4][5]

### Individual
| Posição | Corredor                 | Equipa                             | Pontos |
| ------- | ------------------------ | ---------------------------------- | ------ |
| 1.º     | Alexey Lutsenko          | Astana                             | 531    |
| 2.º     | Yevgeniy Fedorov         | Vino-Astana Motors                 | 221    |
| 3.º     | Hideto Nakane            | NIPPO DELKO One Provence           | 147    |
| 4.º     | Sarawut Sirironnachai    | Thailand Continental               | 146    |
| 5.º     | Artur Fedosseyev         | Ningxia Sports Lottery Continental | 136    |
| 6.º     | Thanakhan Chaiyasombat   | Thailand Continental               | 124    |
| 7.º     | Daniil Pronskiy          | Vino-Astana Motors                 | 116    |
| 8.º     | Ilya Davidenok           | Ningxia Sports Lottery Continental | 114    |
| 9.º     | Peerapol Chawchiangkwang | Thailand Continental               | 95     |
| 10.º    | Muradjan Khalmuratov     |                                    | 75     |

| Posições 11.º ao 20.º | Posições 11.º ao 20.º | Posições 11.º ao 20.º | Posições 11.º ao 20.º |
| --------------------- | --------------------- | --------------------- | --------------------- |
| 11.º                  | Ayush-Ochir Sugarmaa  |                       | 75                    |
| 12.º                  | Xianjing Lyu          | Hengxiang             | 70                    |
| 13.º                  | Maral-Erdene Batmunkh | Terengganu Inc-TSG    | 69                    |
| 14.º                  | Matvey Nikitin        | Vino-Astana Motors    | 69                    |
| 15.º                  | Chun Kai Feng         | Bahrain McLaren       | 68                    |
| 16.º                  | Nariyuki Masuda       | Utsunomiya Blitzen    | 61                    |
| 17.º                  | Yukiya Arashiro       | Bahrain McLaren       | 61                    |
| 18.º                  | Marwan Ao Jalham      |                       | 60                    |
| 19.º                  | Ariya Phounsavath     |                       | 59                    |
| 20.º                  | Sergey Luchshenko     | Apple                 | 59                    |

### Equipas
| Posição | Equipa                             | Pontos |
| ------- | ---------------------------------- | ------ |
| 1.º     | Sapura                             | 1113   |
| 2.º     | Terengganu Inc-TSG                 | 864    |
| 3.º     | Vino-Astana Motors                 | 465    |
| 4.º     | Thailand Continental               | 456    |
| 5.º     | Ningxia Sports Lottery Continental | 264    |

### Países
| Posição | País        | Pontos |
| ------- | ----------- | ------ |
| 1.º     | Cazaquistão | 1296   |
| 2.°     | Tailândia   | 530    |
| 3.º     | Japão       | 434    |
| 4.º     | Mongólia    | 351    |
| 5.º     | Malásia     | 262    |

### Países sub-23
| Posição | País        | Pontos |
| ------- | ----------- | ------ |
| 1.º     | Cazaquistão | 433    |
| 2.º     | Tailândia   | 248    |
| 3.º     | Malásia     | 179    |
| 4.º     | Mongólia    | 85     |
| 5.º     | China       | 73     |

## Evolução das classificações
| Data            | Classificação individual | Classificação por equipas | Classificação por países | Classificação por países sub-23 |
| --------------- | ------------------------ | ------------------------- | ------------------------ | ------------------------------- |
| 31 de janeiro   | Alexey Lutsenko          | Terengganu Inc-TSG        | Cazaquistão              | Cazaquistão                     |
| 29 de fevereiro | Alexey Lutsenko          | Sapura                    | Cazaquistão              | Cazaquistão                     |
| 31 de março     | Alexey Lutsenko          | Sapura                    | Cazaquistão              | Cazaquistão                     |
| 30 de abril     | Alexey Lutsenko          | Sapura                    | Cazaquistão              | Cazaquistão                     |
| 31 de maio      | Alexey Lutsenko          | Sapura                    | Cazaquistão              | Cazaquistão                     |
| 30 de junho     | Alexey Lutsenko          | Sapura                    | Cazaquistão              | Cazaquistão                     |
| 31 de julho     | Alexey Lutsenko          | Sapura                    | Cazaquistão              | Cazaquistão                     |
| 31 de agosto    | Alexey Lutsenko          | Sapura                    | Cazaquistão              | Cazaquistão                     |
| 30 de setembro  | Alexey Lutsenko          | Sapura                    | Cazaquistão              | Cazaquistão                     |
| 31 de outubro   | Alexey Lutsenko          | Sapura                    | Cazaquistão              | Cazaquistão                     |
| 10 de novembro  | Alexey Lutsenko          | Sapura                    | Cazaquistão              | Cazaquistão                     |
| Final           | Alexey Lutsenko          | Sapura                    | Cazaquistão              | Cazaquistão                     |